# Izaak Appel
Izaak Appel (ur. 1905, zm. 1941) – polski szachista, medalista olimpiad szachowych.

## Życiorys
Od połowy lat dwudziestych należał do czołówki łódzkich szachistów, zaś w latach trzydziestych – do ścisłej czołówki krajowej. W roku 1929 zdobył tytuł wicemistrza (za Teodorem Regedzińskim), zaś w latach 1930–1934 oraz w roku 1937 – sześciokrotnie tytuł mistrza Łodzi. Na międzynarodowym turnieju w Juracie w roku 1937, który jednocześnie był turniejem o mistrzostwo Polski, zajął IV miejsce (za Ksawerym Tartakowerem, Gideonem Ståhlbergiem oraz Mieczysławem Najdorfem). Oprócz roku 1937, dwukrotnie jeszcze wystąpił w finałowych turniejach o tytuł mistrza kraju (w latach 1926 i 1935). W latach 1929 oraz 1934 reprezentował Łódź na drużynowych mistrzostwach Polski, w obu turniejach zdobywając srebrne medale. Dwukrotnie wystąpił na szachowych olimpiadach (w latach 1933 i 1937). W roku 1937 w Sztokholmie zdobył wraz z drużyną brązowy medal. Łącznie na olimpiadach rozegrał 24 partie, w których zdobył 15 pkt.
Po wybuchu II wojny światowej wyjechał na Ukrainę, cały czas biorąc czynny udział w turniejach szachowych (m.in. w roku 1940 zajął w Kijowie XI miejsce na turnieju o mistrzostwo Ukrainy). Po napaści Niemiec na ZSRR w roku 1941 wszelki ślad po nim zaginął.
Według retrospektywnego systemu Chessmetrics, najwyżej sklasyfikowany był w czerwcu 1940 r., zajmował wówczas 83. miejsce na świecie.